# Quatrième district congressionnel de Caroline du Nord
Le 4e district congressionnel de Caroline du Nord est situé dans la région centrale de l'État. Le district comprend l'ensemble du Comté d'Alamance, du Comté de Durham, du Comté de Granville, du Comté d'Orange et du Comté de Person, ainsi qu'une partie du Comté de Caswell. Avec un indice CPVI de D+16, c'est le district le plus Démocrate de Caroline du Nord.
Jusqu'en 2023, le district était représenté par David Price, Représentant pour onze mandats, ancien professeur de sciences politiques à Duke qui a été élu pour la première fois en 1986, évinçant le Représentant sortant Républicain pour un mandat, Bill Cobey. Price a été réélu en 1988, 1990 et 1992, mais il a été battu dans sa candidature à un cinquième mandat en 1994 par le Républicain Fred Heineman, Chef de la Police de Raleigh, au cours d'une année généralement mauvaise pour les démocrates de Caroline du Nord. Price est revenu pour vaincre Heineman lors d'un match revanche en 1996 et a été réélu à chaque fois depuis lors avec de larges marges, généralement avec plus de 60 % des voix. En 2020, Price a obtenu 67 % des voix (332 421 voix) pour vaincre le challenger Républicain Robert Thomas, qui a obtenu 33 % (161 298 voix).
Avant que le tribunal n'impose le redécoupage en 2016, selon les recherches de Christopher Ingraham du Washington Post, le district était le troisième district congressionnel le plus découpé de Caroline du Nord et le septième district le plus « charcuté » des États-Unis. En revanche, son prédécesseur était le plus régulièrement dessiné des treize districts de l'État.
Le 4e district est actuellement représenté par la Démocrate Valérie Foushee.

## Histoire
De 2003 à 2013, le quartier contenait la majeure partie de la zone communément connue sous le nom de The Triangle. Il comprenait la totalité des comtés de Durham et d'Orange, une partie du Comté de Wake et une petite partie du Comté de Chatham. Le 4e district a rassemblé les zones les plus républicaines du Comté de Wake, telles qu'Apex, Cary et une grande partie de North Raleigh, afin de contribuer à rendre les 13e et 2e districts voisins plus démocratiques. Par exemple, Barack Obama a battu John McCain dans la partie du Comté de Wake en 2008 par 51 à 48 %, soit une différence de moins de 8 000 voix entre les deux candidats. En revanche, Obama a remporté le Comté de Wake dans son ensemble avec une marge beaucoup plus grande de 56 à 43 %, et Obama a balayé le 4e district dans son ensemble de 63 à 36 %. L'influence républicaine dans la partie du Comté de Wake du district a été plus qu'annulée par les deux bastions démocrates des comtés d'Orange et de Durham, où Obama a obtenu respectivement 72 % et 76 %, ses deux meilleurs comtés de tout l'État. Le 4e district avait un CPVI de D+8, ce qui en faisait le district à majorité blanche le plus démocrate de tout le sud en dehors du sud de la Floride et du Nord de la Virginie.
Le district est devenu encore plus fortement démocrate à la suite du redécoupage de 2012, dans lequel les zones les plus républicaines de l'ouest et du sud du Comté de Wake ont été supprimées, ainsi que le nord du Comté d'Orange et la majeure partie de sa part du Comté de Durham. Ils ont été remplacés par des portions fortement démocrates des comtés d'Alamance, Cumberland, Harnett et Lee. De plus, le district a été repoussé plus loin dans Raleigh. Comme son prédécesseur, le district est l'un des rares districts du Sud avec une concentration importante d'électeurs blancs à l'esprit progressiste, à l'instar des zones autour d'Atlanta, Houston, Charlotte, Nashville, Memphis et Austin. La présence de l'Université de Caroline du Nord-Chapel Hill et de l'Université Duke, ainsi que d'importantes populations afro-américaines à Durham et Raleigh contribuent au caractère libéral du 4e district.
Avant que le tribunal n'ordonne le redécoupage en 2016, le district était à peine contigu ; les parties nord et sud étaient reliées par une bande de terre à peine perceptible le long de la ligne Lee/Harnett. Le redécoupage ordonné par le tribunal en 2019 a de nouveau reconfiguré le district, restituant de grandes parties du Comté de Durham et supprimant de grandes parties de Raleigh et Cary, en Caroline du Nord.
Le 23 février 2022, la Cour suprême de Caroline du Nord a approuvé une nouvelle carte qui a modifié les limites du 4e district pour inclure Alamance et Person tout en supprimant Franklin et les parties de Chatham, Vance et Wake.

## Géographie
Comtés dans la carte des districts 2023 - 2025
- Alamance
- Caswell (en partie)
- Durham
- Granville
- Orange
- Person

## Historique de vote
| Année | Poste     | Résultats               |
| ----- | --------- | ----------------------- |
| 2000  | Président | Gore 52,0 % - 47,0 %    |
| 2004  | Président | Kerry 61,0 % – 38,0 %   |
| 2008  | Président | Obama 72,0 % – 27,0 %   |
| 2012  | Président | Obama 71,0 % – 28,0 %   |
| 2016  | Président | Clinton 68,0 % – 27,0 % |
| 2020  | Président | Biden 66,0 % – 32,0 %   |

## Liste des Représentants du district
| Membre                            | Parti                 | Années                            | Congrès     | Histoire électorale | Zone géographique                     |
| --------------------------------- | --------------------- | --------------------------------- | ----------- | --- | ------------------------------------- |
| District établit le 19 avril 1790 |                       |                                   |             | |                                       |
| John Steele (en)                  | Pro Administration    | 19 avril 1790 - 3 mars 1791       | 1er         | Élu en 1790. Redécoupage vers le 1er district. | 1790–1791 Division Yadkin             |
| Hugh Williamson                   | Anti-Administration   | 4 mars 1791 - 3 mars 1793         | 2e          | Redécoupage depuis le 2e district et réélu en 1791. | 1791–1793 Division Albemarie          |
| Alexander Mebane (en)             | Anti-Administration   | 4 mars 1793 - 5 juillet 1795      | 3e , 4e     | Élu en 1793. Réélu en 1795. Décès. | 1793–1803                             |
| Vacant                            | Vacant                | 5 juillet 1795 - 7 décembre 1795  | 4e          | | 1793–1803                             |
| Absalom Tatom (en)                | Républicain-Démocrate | 7 décembre 1795 - 1er juin 1796   | 4e          | Élu pour terminer le mandat de Mebane et intronisé le 7 décembre 1795. Démissionne. | 1793–1803                             |
| Vacant                            | Vacant                | 1er juin 1796 - 13 décembre 1796  | 4e          | | 1793–1803                             |
| William F. Strudwick (en)         | Fédéraliste           | 13 décembre 1796 - 3 mars 1797    | 4e          | Élu le 23 novembre 1796 pour finir le mandat de Tatom et intronisé le 13 décembre 1796. Retrait. | 1793–1803                             |
| Richard Stanford (en)             | Républicain-Démocrate | 4 mars 1797 - 3 mars 1803         | 5e - 7e     | Réélu en 1796. Réélu en 1798. Réélu en 1800. Redécoupage vers le 8e district. | 1793–1803                             |
| William Blackledge (en)           | Républicain-Démocrate | 4 mars 1803 - 3 mars 1809         | 8e - 10e    | Élu en 1803. Réélu en 1804. Réélu en 1806. Perd sa réélection. | 1803–1813                             |
| John Stanly (en)                  | Fédéraliste           | 4 mars 1809 - 3 mars 1811         | 11e         | Élu en 1808. Retrait. | 1803–1813                             |
| William Blackledge (en)           | Républicain-Démocrate | 4 mars 1811 - 3 mars 1813         | 12e         | Réélu en 1810. Perd sa réélection. | 1803–1813                             |
| William Gaston (en)               | Fédéraliste           | 4 mars 1813 - 3 mars 1817         | 13e , 14e   | Réélu en 1813. Réélu en 1815. Retrait. | 1813–1823                             |
| Jesse Slocumb (en)                | Fédéraliste           | 4 mars 1817 - 20 décembre 1820    | 15e , 16e   | Réélu en 1817. Réélu en 1819. Décès. | 1813–1823                             |
| Vacant                            | Vacant                | 20 décembre 1820 - 7 février 1821 | 16e         | | 1813–1823                             |
| William S. Blackledge (en)        | Républicain-Démocrate | 7 février 1821 - 3 mars 1823      | 16e , 17e   | Élu en janvier 1821 pour terminer le mandat de Slocumb et intronisé le 7 février 1821. Réélu en 1821. Retrait. | 1813–1823                             |
| Richard D. Spaight Jr. (en)       | Républicain-Démocrate | 4 mars 1823 - 3 mars 1825         | 18e         | Élu en 1823. Perd sa réélection. | 1823–1833                             |
| John Heritage Bryan (en)          | Anti-Jacksonien       | 4 mars 1825 - 3 mars 1829         | 19e , 20e   | Élu en 1825. Réélu en 1827. Retrait. | 1823–1833                             |
| Jesse Speight (en)                | Jacksonien (en)       | 4 mars 1829 - 3 mars 1837         | 21e - 24e   | Élu en 1829. Réélu en 1831. Réélu en 1833. Réélu en 1835. | 1823–1833                             |
| 1833–1843                         |                       |                                   | 21e - 24e   | Élu en 1829. Réélu en 1831. Réélu en 1833. Réélu en 1835. |                                       |
| Charles B. Shepard (en)           | Whig                  | 4 mars 1837 - 3 mars 1839         | 25e , 26e   | Élu en 1837. Réélu en 1839. |                                       |
| Charles B. Shepard (en)           | Démocrate             | 4 mars 1839 - 3 mars 1841         | 25e , 26e   | Élu en 1837. Réélu en 1839. |                                       |
| William H. Washington (en)        | Whig                  | 4 mars 1841 - 3 mars 1843         | 27e         | Élu en 1841. |                                       |
| Edmund Deberry (en)               | Whig                  | 4 mars 1843 - 3 mars 1845         | 28e         | Redécoupage depuis le 7e district et réélu en 1843. | 1843–1853                             |
| Alfred Dockery (en)               | Whig                  | 4 mars 1845 - 3 mars 1847         | 29e         | Élu en 1845. | 1843–1853                             |
| Augustine H. Shepperd (en)        | Whig                  | 4 mars 1847 - 3 mars 1851         | 30e , 31e   | Élu en 1847. Réélu en 1849. | 1843–1853                             |
| James T. Morhead (en)             | Whig                  | 4 mars 1851 - 3 mars 1853         | 32e         | Élu en 1851. | 1843–1853                             |
| Sion H. Rogers (en)               | Whig                  | 4 mars 1853 - 3 mars 1855         | 33e         | Élu en 1853. | 1853–1861                             |
| Lawrence O'Bryan Branch (en)      | Démocrate             | 4 mars 1855 - 3 mars 1861         | 34e - 36e   | Élu en 1855. Réélu en 1857. Réélu en 1859. | 1853–1861                             |
| Vacant                            | Vacant                | 3 mars 1861 - 6 juillet 1868.     | 37e - 40e   | Guerre de Sécession et Reconstruction | Guerre de Sécession et Reconstruction |
| John T. Deweese (en)              | Républicain           | 6 juillet 1868 - 28 février 1870  | 40e , 41e   | Élu pour terminer le mandat. Réélu en 1868. Démissionne. | 1868–1873                             |
| Vacant                            | Vacant                | 28 février 1870 - 7 décembre 1870 | 41e         | | 1868–1873                             |
| John Manning Jr. (en)             | Démocrate             | 7 décembre 1870 - 3 mars 1871     | 41e         | Élu pour terminer le mandat de Deweese. | 1868–1873                             |
| Sion H. Rogers (en)               | Démocrate             | 4 mars 1871 - 3 mars 1873         | 42e         | Élu en 1870. | 1868–1873                             |
| William A. Smith (en)             | Républicain           | 4 mars 1873 - 3 mars 1875         | 43e         | Élu en 1872. | 1873–1883                             |
| Joseph J. Davis (en)              | Démocrate             | 4 mars 1875 - 3 mars 1881         | 44e - 46e   | Élu en 1874. Réélu en 1876. Réélu en 1878. | 1873–1883                             |
| William R. Cox (en)               | Démocrate             | 4 mars 1881 - 3 mars 1887         | 47e - 49e   | Élu en 1880. Réélu en 1882. Réélu en 1884. | 1873–1883                             |
| 1883–1893                         |                       |                                   | 47e - 49e   | Élu en 1880. Réélu en 1882. Réélu en 1884. |                                       |
| John Nichols (en)                 | Indépendant           | 4 mars 1887 - 3 mars 1889         | 50e         | Élu en 1886. |                                       |
| Benjamin H. Bunn (en)             | Démocrate             | 4 mars 1889 - 3 mars 1895         | 51e - 53e   | Élu en 1888. Réélu en 1890. Réélu en 1892. |                                       |
| 1893–1903                         |                       |                                   | 51e - 53e   | Élu en 1888. Réélu en 1890. Réélu en 1892. |                                       |
| William F. Strowd (en)            | Populiste             | 4 mars 1895 - 3 mars 1899         | 54e , 55e   | Élu en 1894. Réélu en 1896. |                                       |
| John W. Atwater (en)              | Indépendant populiste | 4 mars 1899 - 3 mars 1901         | 56e         | Élu en 1898. |                                       |
| Edward W. Pou (en)                | Démocrate             | 4 mars 1901 - 1er district 1934   | 57e - 73e   | Élu en 1900. Réélu en 1902. Réélu en 1904. Réélu en 1906. Réélu en 1908. Réélu en 1910. Réélu en 1912. Réélu en 1914. Réélu en 1916. Réélu en 1918. Réélu en 1920. Réélu en 1922. Réélu en 1924. Réélu en 1926. Réélu en 1928. Réélu en 1930. Réélu en 1932. Décès.                              |                                       |
| 1903–1913                         |                       |                                   | 57e - 73e   | Élu en 1900. Réélu en 1902. Réélu en 1904. Réélu en 1906. Réélu en 1908. Réélu en 1910. Réélu en 1912. Réélu en 1914. Réélu en 1916. Réélu en 1918. Réélu en 1920. Réélu en 1922. Réélu en 1924. Réélu en 1926. Réélu en 1928. Réélu en 1930. Réélu en 1932. Décès.                              |                                       |
| 1913–1923                         |                       |                                   | 57e - 73e   | Élu en 1900. Réélu en 1902. Réélu en 1904. Réélu en 1906. Réélu en 1908. Réélu en 1910. Réélu en 1912. Réélu en 1914. Réélu en 1916. Réélu en 1918. Réélu en 1920. Réélu en 1922. Réélu en 1924. Réélu en 1926. Réélu en 1928. Réélu en 1930. Réélu en 1932. Décès.                              |                                       |
| 1923–1933                         |                       |                                   | 57e - 73e   | Élu en 1900. Réélu en 1902. Réélu en 1904. Réélu en 1906. Réélu en 1908. Réélu en 1910. Réélu en 1912. Réélu en 1914. Réélu en 1916. Réélu en 1918. Réélu en 1920. Réélu en 1922. Réélu en 1924. Réélu en 1926. Réélu en 1928. Réélu en 1930. Réélu en 1932. Décès.                              |                                       |
| 1933–1943                         |                       |                                   | 57e - 73e   | Élu en 1900. Réélu en 1902. Réélu en 1904. Réélu en 1906. Réélu en 1908. Réélu en 1910. Réélu en 1912. Réélu en 1914. Réélu en 1916. Réélu en 1918. Réélu en 1920. Réélu en 1922. Réélu en 1924. Réélu en 1926. Réélu en 1928. Réélu en 1930. Réélu en 1932. Décès.                              |                                       |
| Harold D. Cooley                  | Démocrate             | 7 juillet 1934 - 30 décembre 1966 | 73e - 89e   | Élu pour terminer le mandat de Pou. Réélu en 1934. Réélu en 1936. Réélu en 1938. Réélu en 1940. Réélu en 1942. Réélu en 1944. Réélu en 1946. Réélu en 1948. Réélu en 1950. Réélu en 1952. Réélu en 1954. Réélu en 1956. Réélu en 1958. Réélu en 1960. Réélu en 1962. Réélu en 1964. Démissionne. |                                       |
| 1943–1953                         |                       |                                   | 73e - 89e   | Élu pour terminer le mandat de Pou. Réélu en 1934. Réélu en 1936. Réélu en 1938. Réélu en 1940. Réélu en 1942. Réélu en 1944. Réélu en 1946. Réélu en 1948. Réélu en 1950. Réélu en 1952. Réélu en 1954. Réélu en 1956. Réélu en 1958. Réélu en 1960. Réélu en 1962. Réélu en 1964. Démissionne. |                                       |
| 1953–1963                         |                       |                                   | 73e - 89e   | Élu pour terminer le mandat de Pou. Réélu en 1934. Réélu en 1936. Réélu en 1938. Réélu en 1940. Réélu en 1942. Réélu en 1944. Réélu en 1946. Réélu en 1948. Réélu en 1950. Réélu en 1952. Réélu en 1954. Réélu en 1956. Réélu en 1958. Réélu en 1960. Réélu en 1962. Réélu en 1964. Démissionne. |                                       |
| 1963–1973                         |                       |                                   | 73e - 89e   | Élu pour terminer le mandat de Pou. Réélu en 1934. Réélu en 1936. Réélu en 1938. Réélu en 1940. Réélu en 1942. Réélu en 1944. Réélu en 1946. Réélu en 1948. Réélu en 1950. Réélu en 1952. Réélu en 1954. Réélu en 1956. Réélu en 1958. Réélu en 1960. Réélu en 1962. Réélu en 1964. Démissionne. |                                       |
| Vacant                            | Vacant                | 30 décembre 1966 - 3 janvier 1967 | 89e         | |                                       |
| Jim Gardner (en)                  | Républicain           | 3 janvier 1967 - 3 janvier 1969   | 90e         | Élu en 1966. Redécoupage vers le 2e district et retrait pour se présenter comme Gouverneur de Caroline du Nord. |                                       |
| Nick Galifianakis (en)            | Démocrate             | 3 janvier 1969 - 3 janvier 1973   | 91e , 92e   | Redécoupage depuis le 5e district et réélu en 1968. Réélu en 1970. Retrait pour se présenter comme Sénateur des États-Unis. |                                       |
| Ike F. Andrews (en)               | Démocrate             | 3 janvier 1973 - 3 janvier 1985   | 93e - 98e   | Élu en 1972. Réélu en 1974. Réélu en 1976. Réélu en 1978. Réélu en 1980. Réélu en 1982. Perd sa réélection. | 1973–1983                             |
| 1983–1993                         |                       |                                   | 93e - 98e   | Élu en 1972. Réélu en 1974. Réélu en 1976. Réélu en 1978. Réélu en 1980. Réélu en 1982. Perd sa réélection. |                                       |
| Bill Cobey (en)                   | Républicain           | 3 janvier 1985 - 3 janvier 1987   | 99e         | Élu en 1984. Perd sa réélection. |                                       |
| David Price                       | Démocrate             | 3 janvier 1987 - 3 janvier 1995   | 100e - 103e | Élu en 1986. Réélu en 1988. Réélu en 1990. Réélu en 1992. Perd sa réélection. |                                       |
| 1993–2003                         |                       |                                   | 100e - 103e | Élu en 1986. Réélu en 1988. Réélu en 1990. Réélu en 1992. Perd sa réélection. |                                       |
| Fred Heineman (en)                | Républicain           | 3 janvier 1995 - 3 janvier 1997   | 104e        | Élu en 1994. Perd sa réélection. |                                       |
| David Price                       | Démocrate             | 3 janvier 1997 - 3 janvier 2023   | 105e - 117e | Réélu en 1996. Réélu en 1998. Réélu en 2000. Réélu en 2002. Réélu en 2004. Réélu en 2006. Réélu en 2008. Réélu en 2010. Réélu en 2012. Réélu en 2014. Réélu en 2016. Réélu en 2018. Réélu en 2020. Retrait.                                                                                      |                                       |
| David Price                       | Démocrate             | 3 janvier 1997 - 3 janvier 2023   | 105e - 117e | Réélu en 1996. Réélu en 1998. Réélu en 2000. Réélu en 2002. Réélu en 2004. Réélu en 2006. Réélu en 2008. Réélu en 2010. Réélu en 2012. Réélu en 2014. Réélu en 2016. Réélu en 2018. Réélu en 2020. Retrait.                                                                                      | 2003–2013                             |
| David Price                       | Démocrate             | 3 janvier 1997 - 3 janvier 2023   | 105e - 117e | Réélu en 1996. Réélu en 1998. Réélu en 2000. Réélu en 2002. Réélu en 2004. Réélu en 2006. Réélu en 2008. Réélu en 2010. Réélu en 2012. Réélu en 2014. Réélu en 2016. Réélu en 2018. Réélu en 2020. Retrait.                                                                                      | 2013–2017                             |
| David Price                       | Démocrate             | 3 janvier 1997 - 3 janvier 2023   | 105e - 117e | Réélu en 1996. Réélu en 1998. Réélu en 2000. Réélu en 2002. Réélu en 2004. Réélu en 2006. Réélu en 2008. Réélu en 2010. Réélu en 2012. Réélu en 2014. Réélu en 2016. Réélu en 2018. Réélu en 2020. Retrait.                                                                                      | 2017–2021                             |
| David Price                       | Démocrate             | 3 janvier 1997 - 3 janvier 2023   | 105e - 117e | Réélu en 1996. Réélu en 1998. Réélu en 2000. Réélu en 2002. Réélu en 2004. Réélu en 2006. Réélu en 2008. Réélu en 2010. Réélu en 2012. Réélu en 2014. Réélu en 2016. Réélu en 2018. Réélu en 2020. Retrait.                                                                                      | 2021–2023                             |
| Valerie Foushee                   | Démocrate             | 3 janvier 2023 - Présent          | 118e        | Élue en 2022. | 2023–2025                             |

## Résultats des récentes élections
Voici les résultats des dix précédents cycles électoraux dans le district.

### 2004
| Élection de 2004 du 4e district congressionnel de Caroline du Nord | Élection de 2004 du 4e district congressionnel de Caroline du Nord | Élection de 2004 du 4e district congressionnel de Caroline du Nord | Élection de 2004 du 4e district congressionnel de Caroline du Nord | Élection de 2004 du 4e district congressionnel de Caroline du Nord |
| ------------------------------------------------------------------ | ------------------------------------------------------------------ | ------------------------------------------------------------------ | ------------------------------------------------------------------ | ------------------------------------------------------------------ |
| Parti                                                              | Parti                                                              | Candidat                                                           | Votes                                                              | %                                                                  |
|                                                                    | Démocrate                                                          | David Price (sortant)                                              | 217 441                                                            | 64,1                                                               |
|                                                                    | Républicain                                                        | Todd A. Batchelor                                                  | 121 717                                                            | 35,88                                                              |
|                                                                    | Indépendant                                                        | Maximillian Longley                                                | 76                                                                 | 0,02                                                               |
| Total des votes                                                    | Total des votes                                                    | Total des votes                                                    | 339 234                                                            | 100 %                                                              |
|                                                                    | Les Démocrates conservent                                          |                                                                    |                                                                    |                                                                    |

### 2006
| Élection de 2006 du 4e district congressionnel de Caroline du Nord | Élection de 2006 du 4e district congressionnel de Caroline du Nord | Élection de 2006 du 4e district congressionnel de Caroline du Nord | Élection de 2006 du 4e district congressionnel de Caroline du Nord | Élection de 2006 du 4e district congressionnel de Caroline du Nord |
| ------------------------------------------------------------------ | ------------------------------------------------------------------ | ------------------------------------------------------------------ | ------------------------------------------------------------------ | ------------------------------------------------------------------ |
| Parti                                                              | Parti                                                              | Candidat                                                           | Votes                                                              | %                                                                  |
|                                                                    | Démocrate                                                          | David Price (sortant)                                              | 127 340                                                            | 64,99                                                              |
|                                                                    | Républicain                                                        | Steve Acuff                                                        | 68 599                                                             | 35,01                                                              |
| Total des votes                                                    | Total des votes                                                    | Total des votes                                                    | 195 939                                                            | 100 %                                                              |
|                                                                    | Les Démocrates conservent                                          |                                                                    |                                                                    |                                                                    |

### 2008
| Élection de 2008 du 4e district congressionnel de Caroline du Nord | Élection de 2008 du 4e district congressionnel de Caroline du Nord | Élection de 2008 du 4e district congressionnel de Caroline du Nord | Élection de 2008 du 4e district congressionnel de Caroline du Nord | Élection de 2008 du 4e district congressionnel de Caroline du Nord |
| ------------------------------------------------------------------ | ------------------------------------------------------------------ | ------------------------------------------------------------------ | ------------------------------------------------------------------ | ------------------------------------------------------------------ |
| Parti                                                              | Parti                                                              | Candidat                                                           | Votes                                                              | %                                                                  |
|                                                                    | Démocrate                                                          | David Price (sortant)                                              | 265 751                                                            | 63,32                                                              |
|                                                                    | Républicain                                                        | William (B.J.) Lawson                                              | 153 947                                                            | 36,68                                                              |
| Total des votes                                                    | Total des votes                                                    | Total des votes                                                    | 419 698                                                            | 100 %                                                              |
|                                                                    | Les Démocrates conservent                                          |                                                                    |                                                                    |                                                                    |

### 2010
| Élection de 2010 du 4e district congressionnel de Caroline du Nord | Élection de 2010 du 4e district congressionnel de Caroline du Nord | Élection de 2010 du 4e district congressionnel de Caroline du Nord | Élection de 2010 du 4e district congressionnel de Caroline du Nord | Élection de 2010 du 4e district congressionnel de Caroline du Nord |
| ------------------------------------------------------------------ | ------------------------------------------------------------------ | ------------------------------------------------------------------ | ------------------------------------------------------------------ | ------------------------------------------------------------------ |
| Parti                                                              | Parti                                                              | Candidat                                                           | Votes                                                              | %                                                                  |
|                                                                    | Démocrate                                                          | David Price (sortant)                                              | 155 384                                                            | 57,16                                                              |
|                                                                    | Républicain                                                        | William (B.J.) Lawson                                              | 116 448                                                            | 42,84                                                              |
| Total des votes                                                    | Total des votes                                                    | Total des votes                                                    | 271 832                                                            | 100 %                                                              |
|                                                                    | Les Démocrates conservent                                          |                                                                    |                                                                    |                                                                    |

### 2012
| Élection de 2012 du 4e district congressionnel de Caroline du Nord | Élection de 2012 du 4e district congressionnel de Caroline du Nord | Élection de 2012 du 4e district congressionnel de Caroline du Nord | Élection de 2012 du 4e district congressionnel de Caroline du Nord | Élection de 2012 du 4e district congressionnel de Caroline du Nord |
| ------------------------------------------------------------------ | ------------------------------------------------------------------ | ------------------------------------------------------------------ | ------------------------------------------------------------------ | ------------------------------------------------------------------ |
| Parti                                                              | Parti                                                              | Candidat                                                           | Votes                                                              | %                                                                  |
|                                                                    | Démocrate                                                          | David Price (sortant)                                              | 259 534                                                            | 74,47                                                              |
|                                                                    | Républicain                                                        | Tim D'Annunzio                                                     | 88 951                                                             | 25,53                                                              |
| Total des votes                                                    | Total des votes                                                    | Total des votes                                                    | 348 485                                                            | 100 %                                                              |
|                                                                    | Les Démocrates conservent                                          |                                                                    |                                                                    |                                                                    |

### 2014
| Élection de 2014 du 4e district congressionnel de Caroline du Nord | Élection de 2014 du 4e district congressionnel de Caroline du Nord | Élection de 2014 du 4e district congressionnel de Caroline du Nord | Élection de 2014 du 4e district congressionnel de Caroline du Nord | Élection de 2014 du 4e district congressionnel de Caroline du Nord |
| ------------------------------------------------------------------ | ------------------------------------------------------------------ | ------------------------------------------------------------------ | ------------------------------------------------------------------ | ------------------------------------------------------------------ |
| Parti                                                              | Parti                                                              | Candidat                                                           | Votes                                                              | %                                                                  |
|                                                                    | Démocrate                                                          | David Price (sortant)                                              | 169 946                                                            | 74,75                                                              |
|                                                                    | Républicain                                                        | Paul Wright                                                        | 57 416                                                             | 25,25                                                              |
| Total des votes                                                    | Total des votes                                                    | Total des votes                                                    | 227 362                                                            | 100 %                                                              |
|                                                                    | Les Démocrates conservent                                          |                                                                    |                                                                    |                                                                    |

### 2016
| Élection de 2016 du 4e district congressionnel de Caroline du Nord | Élection de 2016 du 4e district congressionnel de Caroline du Nord | Élection de 2016 du 4e district congressionnel de Caroline du Nord | Élection de 2016 du 4e district congressionnel de Caroline du Nord | Élection de 2016 du 4e district congressionnel de Caroline du Nord |
| ------------------------------------------------------------------ | ------------------------------------------------------------------ | ------------------------------------------------------------------ | ------------------------------------------------------------------ | ------------------------------------------------------------------ |
| Parti                                                              | Parti                                                              | Candidat                                                           | Votes                                                              | %                                                                  |
|                                                                    | Démocrate                                                          | David Price (sortant)                                              | 279 380                                                            | 68,22                                                              |
|                                                                    | Républicain                                                        | Sue Googe                                                          | 130 161                                                            | 31,78                                                              |
| Total des votes                                                    | Total des votes                                                    | Total des votes                                                    | 409 541                                                            | 100 %                                                              |
|                                                                    | Les Démocrates conservent                                          |                                                                    |                                                                    |                                                                    |

### 2018
| Élection de 2018 du 4e district congressionnel de Caroline du Nord | Élection de 2018 du 4e district congressionnel de Caroline du Nord | Élection de 2018 du 4e district congressionnel de Caroline du Nord | Élection de 2018 du 4e district congressionnel de Caroline du Nord | Élection de 2018 du 4e district congressionnel de Caroline du Nord |
| ------------------------------------------------------------------ | ------------------------------------------------------------------ | ------------------------------------------------------------------ | ------------------------------------------------------------------ | ------------------------------------------------------------------ |
| Parti                                                              | Parti                                                              | Candidat                                                           | Votes                                                              | %                                                                  |
|                                                                    | Démocrate                                                          | David Price (sortant)                                              | 247 067                                                            | 72,4                                                               |
|                                                                    | Républicain                                                        | Steve Loor                                                         | 82 052                                                             | 24,0                                                               |
|                                                                    | Libertarien                                                        | Barbara Howe                                                       | 12 284                                                             | 3,6                                                                |
| Total des votes                                                    | Total des votes                                                    | Total des votes                                                    | 341 403                                                            | 100 %                                                              |
|                                                                    | Les Démocrates conservent                                          |                                                                    |                                                                    |                                                                    |

### 2020
| Élection de 2020 du 4e district congressionnel de Caroline du Nord | Élection de 2020 du 4e district congressionnel de Caroline du Nord | Élection de 2020 du 4e district congressionnel de Caroline du Nord | Élection de 2020 du 4e district congressionnel de Caroline du Nord | Élection de 2020 du 4e district congressionnel de Caroline du Nord |
| ------------------------------------------------------------------ | ------------------------------------------------------------------ | ------------------------------------------------------------------ | ------------------------------------------------------------------ | ------------------------------------------------------------------ |
| Parti                                                              | Parti                                                              | Candidat                                                           | Votes                                                              | %                                                                  |
|                                                                    | Démocrate                                                          | David Price (sortant)                                              | 332 421                                                            | 67,3                                                               |
|                                                                    | Républicain                                                        | Robert Thomas                                                      | 161 298                                                            | 32,7                                                               |
| Total des votes                                                    | Total des votes                                                    | Total des votes                                                    | 493 719                                                            | 100 %                                                              |
|                                                                    | Les Démocrates conservent                                          |                                                                    |                                                                    |                                                                    |

### 2022
| Primaire Démocrate de 2022 du 4e district congressionnel de Caroline du Nord | Primaire Démocrate de 2022 du 4e district congressionnel de Caroline du Nord | Primaire Démocrate de 2022 du 4e district congressionnel de Caroline du Nord | Primaire Démocrate de 2022 du 4e district congressionnel de Caroline du Nord | Primaire Démocrate de 2022 du 4e district congressionnel de Caroline du Nord |
| ---------------------------------------------------------------------------- | ---------------------------------------------------------------------------- | ---------------------------------------------------------------------------- | ---------------------------------------------------------------------------- | ---------------------------------------------------------------------------- |
| Parti                                                                        | Parti                                                                        | Candidat                                                                     | Votes                                                                        | %                                                                            |
|                                                                              | Démocrate                                                                    | Valerie Foushee                                                              | 40 806                                                                       | 46,1                                                                         |
|                                                                              | Démocrate                                                                    | Nida Allam                                                                   | 32 731                                                                       | 36,9                                                                         |
|                                                                              | Démocrate                                                                    | Clay Aiken                                                                   | 6 529                                                                        | 7,4                                                                          |
|                                                                              | Démocrate                                                                    | Ashley Ward                                                                  | 4 767                                                                        | 5,4                                                                          |
|                                                                              | Démocrate                                                                    | Richard Watkins                                                              | 1 155                                                                        | 1,3                                                                          |
|                                                                              | Démocrate                                                                    | Crystal Cavalier                                                             | 1 116                                                                        | 1,3                                                                          |
|                                                                              | Démocrate                                                                    | Stephen J. Valentine                                                         | 1 023                                                                        | 1,1                                                                          |
|                                                                              | Démocrate                                                                    | Matt Grooms                                                                  | 435                                                                          | 0,5                                                                          |

| Primaire Républicaine de 2022 du 4e district congressionnel de Caroline du Nord | Primaire Républicaine de 2022 du 4e district congressionnel de Caroline du Nord | Primaire Républicaine de 2022 du 4e district congressionnel de Caroline du Nord | Primaire Républicaine de 2022 du 4e district congressionnel de Caroline du Nord | Primaire Républicaine de 2022 du 4e district congressionnel de Caroline du Nord |
| ------------------------------------------------------------------------------- | ------------------------------------------------------------------------------- | ------------------------------------------------------------------------------- | ------------------------------------------------------------------------------- | ------------------------------------------------------------------------------- |
| Parti                                                                           | Parti                                                                           | Candidat                                                                        | Votes                                                                           | %                                                                               |
|                                                                                 | Républicain                                                                     | Courtney Geels                                                                  | 19 645                                                                          | 64,5                                                                            |
|                                                                                 | Républicain                                                                     | Robert Thomas                                                                   | 10 793                                                                          | 35,5                                                                            |

| Élection de 2022 du 4e district congressionnel de Caroline du Nord | Élection de 2022 du 4e district congressionnel de Caroline du Nord | Élection de 2022 du 4e district congressionnel de Caroline du Nord | Élection de 2022 du 4e district congressionnel de Caroline du Nord | Élection de 2022 du 4e district congressionnel de Caroline du Nord |
| ------------------------------------------------------------------ | ------------------------------------------------------------------ | ------------------------------------------------------------------ | ------------------------------------------------------------------ | ------------------------------------------------------------------ |
| Parti                                                              | Parti                                                              | Candidat                                                           | Votes                                                              | %                                                                  |
|                                                                    | Démocrate                                                          | Valerie Foushee                                                    | 194 983                                                            | 66,9                                                               |
|                                                                    | Républicain                                                        | Courtney Geels                                                     | 96 442                                                             | 33,1                                                               |
| Total des votes                                                    | Total des votes                                                    | Total des votes                                                    | 291 425                                                            | 100 %                                                              |
|                                                                    | Les Démocrates conservent                                          |                                                                    |                                                                    |                                                                    |

### 2024
Les Primaires Démocrates et Libertariennes ont été annulées. Valerie Foushee (D-Sortante) et Guy Meilleur (L) avancent vers l'Élection Générale.
| Primaire Républicaine de 2024 du 4e district congressionnel de Caroline du Nord | Primaire Républicaine de 2024 du 4e district congressionnel de Caroline du Nord | Primaire Républicaine de 2024 du 4e district congressionnel de Caroline du Nord | Primaire Républicaine de 2024 du 4e district congressionnel de Caroline du Nord | Primaire Républicaine de 2024 du 4e district congressionnel de Caroline du Nord |
| ------------------------------------------------------------------------------- | ------------------------------------------------------------------------------- | ------------------------------------------------------------------------------- | ------------------------------------------------------------------------------- | ------------------------------------------------------------------------------- |
| Parti                                                                           | Parti                                                                           | Candidat                                                                        | Votes                                                                           | %                                                                               |
|                                                                                 | Républicain                                                                     | Eric Blankenburg                                                                | 25 254                                                                          | 70,4                                                                            |
|                                                                                 | Républicain                                                                     | Mahesh Ganorkar                                                                 | 10 597                                                                          | 29,6                                                                            |

| Élection de 2024 du 4e district congressionnel de Caroline du Nord | Élection de 2024 du 4e district congressionnel de Caroline du Nord | Élection de 2024 du 4e district congressionnel de Caroline du Nord | Élection de 2024 du 4e district congressionnel de Caroline du Nord | Élection de 2024 du 4e district congressionnel de Caroline du Nord |
| ------------------------------------------------------------------ | ------------------------------------------------------------------ | ------------------------------------------------------------------ | ------------------------------------------------------------------ | ------------------------------------------------------------------ |
| Parti                                                              | Parti                                                              | Candidat                                                           | Votes                                                              | %                                                                  |
|                                                                    | Démocrate                                                          | Valerie Foushee (sortante)                                         | 308 064                                                            | 71,8                                                               |
|                                                                    | Républicain                                                        | Eric Blankenburg                                                   | 112 084                                                            | 26,1                                                               |
|                                                                    | Libertarien                                                        | Guy Meilleur                                                       | 8632                                                               | 2,0                                                                |
| Total des votes                                                    | Total des votes                                                    | Total des votes                                                    | 428 780                                                            | 100 %                                                              |
|                                                                    | Les Démocrates conservent                                          |                                                                    |                                                                    |                                                                    |